# Кай Трамп
Кай Мэдисон Трамп (род. 12 мая 2007, Нью-Йорк, Нью-Йорк) — американская блогерша и профессиональная гольфистка. Член семьи Трамп, старшая дочь Дональда Трампа-младшего и Ванессы Хейдон, а также старшая внучка 45-го и 47-го президента США Дональда Трампа.
Она стала известной на всю страну после своего выступления в поддержку президентской кампании своего деда на Республиканском национальном съезде 2024 года,  по причине чего, во многом, обрела популярность в социальных сетях. Джон Малхолланд, бывший главный редактор Guardian US, назвал это выступление «частью политически просчитанного преображения», а политический обозреватель и постоянный консультант CNN Вэн Джонс отметил, что «внучка вышла и открыла наши сердца» и что она хорошо справилась с задачей очеловечить Дональда Трампа и представить его «приятным в общении, живым человеком».  Сама Кай Трамп в ответ на шумиху вокруг своего имени заявила, что в ближайшее время не заинтересована в том, чтобы баллотироваться на государственные должности, резюмируя: «Я просто не вмешиваюсь в это и сосредоточусь на гольфе». 
Кай также будет выступать за женскую команду по гольфу Университета Майами с 2026 года. Ранее Трамп представляла на соревнованиях школу Бенджамина (Палм-Бич-Гарденс). Она выиграла женский клубный чемпионат 2022 года и женский клубный чемпионат 2024 года в Trump International Palm Beach, где показала соревновательный гандикап +0,5. По состоянию на февраль 2025 года, как сообщается, имя, имидж и образ Кай Трамп оценивались в 1,2 миллиона долларов, она имеет спонсорские контракты с  Callaway Golf Company   и TaylorMade Golf.